# No Me Ames
No Me Ames (pol. Nie Kochaj Mnie) – drugi singel Jennifer Lopez promujący jej pierwszy album On the 6. Jest to duet zaśpiewany z Markiem Anthonym, byłym już mężem Lopez. Został wydany 11 czerwca 1999 r. Przez siedem tygodni znajdował się na Billboard Hot Latin Tracks.

## Informacje
Piosenka jest coverem włoskiej ballady "Non Amarmi" autorstwa Giancarlo Bigazzi, Marco Falagiani i Aleandro Baldi.
Autorem tekstu "No Me Ames" jest Ignacio Ballesteros. W czasie nagrywania piosenki, Lopez i Anthony nie byli tylko przyjaciółmi. Poznali się w studio nagrań, gdy Jennifer nagrywała On the 6. Anthony zapytał ją o udział w jego teledysku do piosenki "No Me Conoces". Lopez zgodziła się pod warunkiem, że Marc zaśpiewa z nią "No Me Ames". Anthony zgodził się.
W 2002 roku powstał cover tej piosenki pt. "Não Me Ames" autorstwa brazylijskiego trio KLB.

## Lista utworów
Meksykański i amerykański promo CD single
1. "No Me Ames" (with Marc Anthony)- 4:38
2. "No Me Ames" (Tropical Remix) (with Marc Anthony)-5:03

Argentyński promo CD single
1. "No Me Ames" (with Marc Anthony)- 4:38
2. "If You Had My Love- 4:25

## Remiksy
- "No Me Ames" (Pablo Flores Club Mix) (duet with Marc Anthony)
- "No Me Ames" (Pablo Flores Radio Edit) (duet with Marc Anthony)
- "No Me Ames" (Salsa Version) (duet with Marc Anthony)

## Nagrody
- 2000 Billboard Latin Music Awards: Piosenka roku Tropical/Salsa, Latynoski utwór roku, Latynoski utwór roku zaśpiewany przez duet.

## Nominacje
- 2000 Latin Grammy Awards: Najlepszy Duet lub Grupa i Najlepszy Teledysk

## Pozycje na listach przebojów
| Lista (1999)                                | Najwyższa pozycja |
| ------------------------------------------- | ----------------- |
| U.S. Billboard Hot Latin Tracks             | 1                 |
| U.S. Billboard Latin Pop Airplay            | 2                 |
| U.S. Billboard Latin Tropical/Salsa Airplay | 1                 |